# Kostel svaté Kateřiny Alexandrijské (Praha)
Kostel svaté Kateřiny Alexandrijské v Praze, resp. pravoslavný chrám sv. velkomučednice Kateřiny, je původně gotický barokizovaný kostel, který býval součástí kláštera augustiniánek. Dnešní podoba kostela pochází z doby po přestavbě roku 1741, z původně gotického chrámu se dochovala jen štíhlá věž v průčelí.

## Poloha
Kostel se nachází v Kateřinské ulici, respektive v parku přibližně uprostřed mezi Karlovým náměstím a náměstím I. P. Pavlova v areálu neurologické kliniky Všeobecné fakultní nemocnice, mezi ulicemi Kateřinská, Viničná a Ke Karlovu na pražském Novém Městě.

## Historie

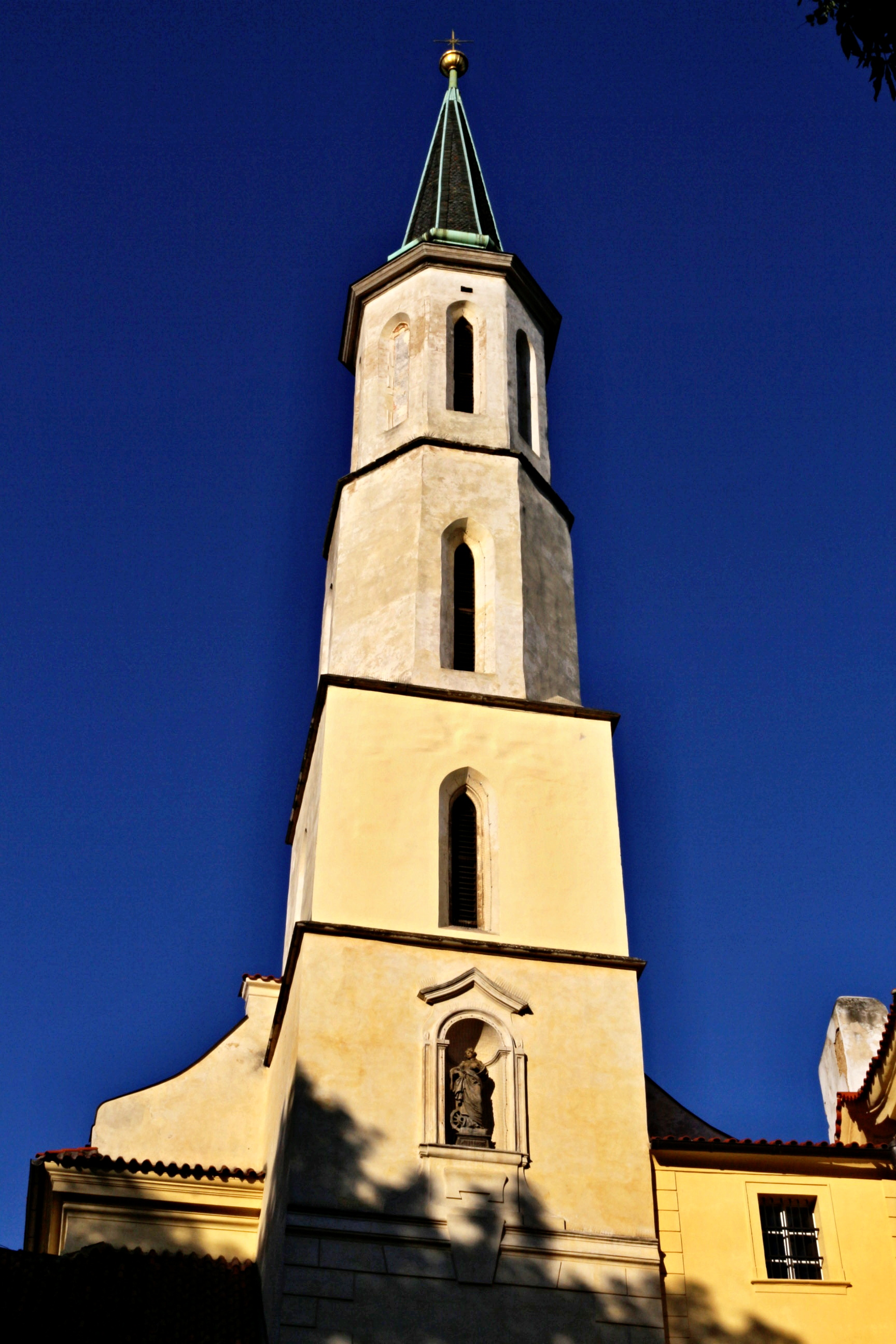
Věž kostela přezdívaná „Pražský minaret“

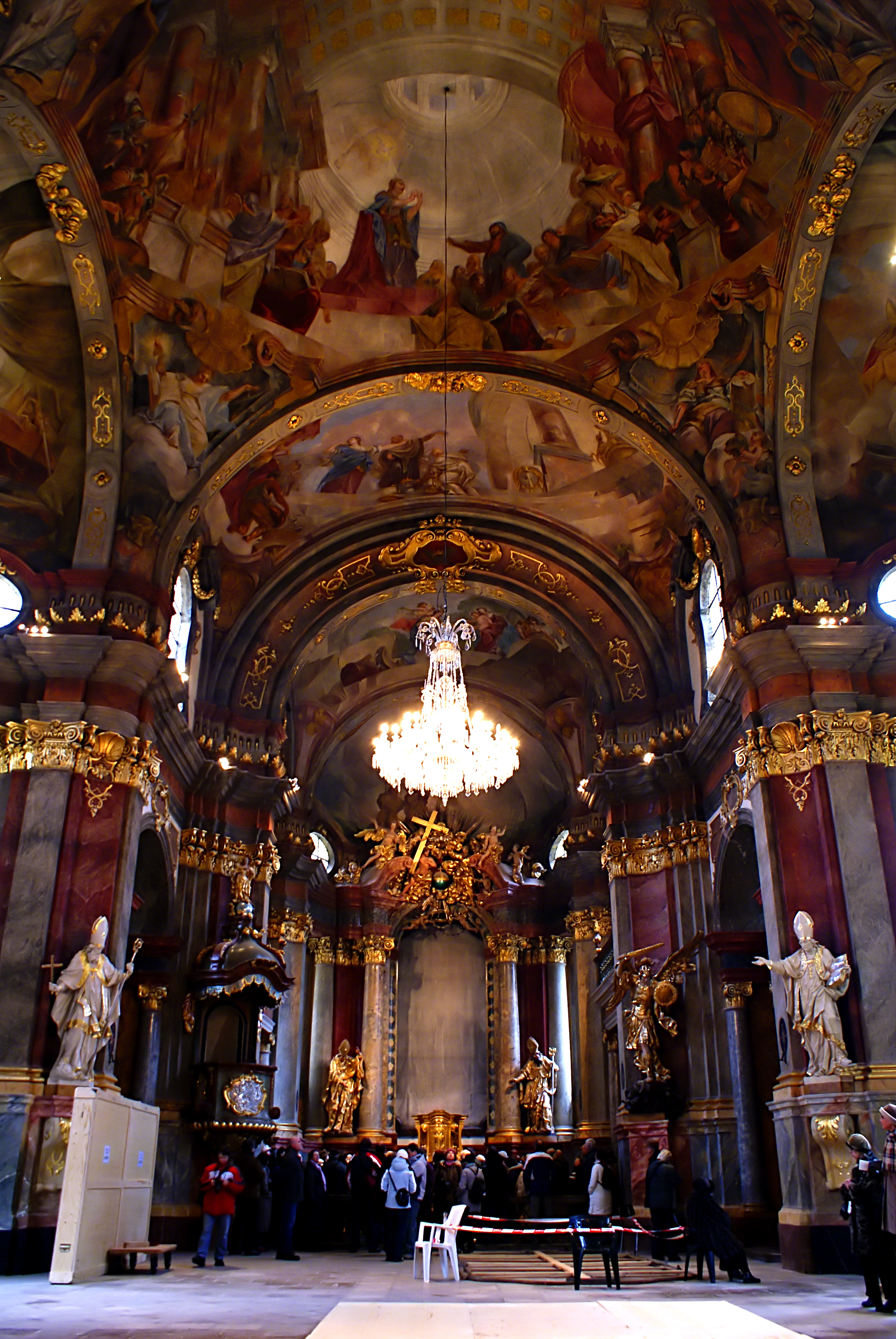
Interiér kostela sv. Kateřiny

Kostel byl založen v roce 1355 jako součást kláštera augustiniánek českým králem a římským císařem Karlem IV. Zasvěcení sv. Kateřině mělo být poděkováním této světici za údajnou záchranu Karlova života v bitvě u San Felice. Smutný osud potkal klášter v roce 1420, kdy byl jako mnohé jiné vypálen husity. Klášterní kostel však fungoval i nadále s přestávkou v letech 1737–1741, kdy byl okázale přestavěn Kiliánem Ignácem Dientzenhoferem ve vrcholném baroku. Nedlouho poté, v roce 1784, byl však celý klášter zrušen Josefem II. a proměněn ve vojenský výchovný ústav, jejž v roce 1822 vystřídal ústav pro choromyslné. V roce 1841 byl kostel znovu vysvěcen a bohoslužby se zde konaly až do roku 1950, kdy byl předán do užívání městskému muzeu. Poté byl kostel pod správou řádu křižovníků. Od ledna 2010 zde byl opět obnoven liturgický provoz. Mše se sloužily každou neděli (v tzv. tridentském ritu).

## Současnost
Kostel byl magistrátem předán do užívání pravoslavné církvi. První pravoslavná bohoslužba spojená s vysvěcením prestolu zde proběhla 24. prosince 2012. V roce 2014 v chrámu působil roudnický farář Miroslav Šantin, kterého v roce 2015 vystřídal otec Milan Horváth (v roce 2024 stále úřadující).

## Popis
Současná podoba chrámu pochází z barokní přestavby v letech 1737–1741, přičemž z původního gotického kostela zbyla jeho vysoká osmiboká věž. Za architekta stavby byl dlouhou dobu pokládám F. M. Kaňka, podle nejnovějších údajů však jde nepochybně o jedno z vrcholných děl Kiliána Ignáce Dientzenhofera. Neobvyklé je to, že Dientzenhofer nenavrhl jenom hrubou stavbu, ale i celkovou vnitřní dispozici zařízení. Kostel je klenutým sálovým prostorem s příčnou lodí, na klenbách vyzdoben působivými freskami Václava Vavřince Reinera, znázorňujícími výjevy ze života sv. Kateřiny. Tvůrcem hojných plastik je pražský sochař František Ignác Weiss. Interiér kostela je jedinečným pražským prostorem, a to především z důvodu jeho zachovalosti a jednotnosti. Absence doplňků z pozdějších období a účast velmi malého počtu umělců na stavbě zde tvoří jedno z nejčistších vrcholně barokních prostředí. Věž kostela měří 51,3 m.[zdroj?]

## Zajímavosti

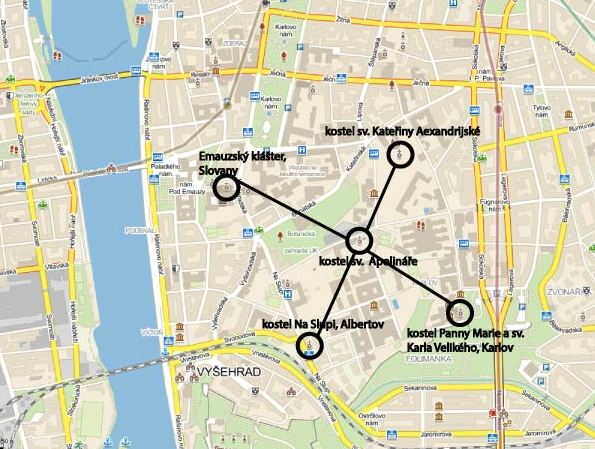
Kříž kostelů

Osmiboká věž v průčelí, přezdívaná „Pražský minaret“, je zvláštností nejen kostela sv. Kateřiny, ale i nedalekých kostela sv. Apolináře nebo kostela Zvěstování Panny Marie na Slupi. Osmiboká byla i pozoruhodná kaple Božího Těla na Karlově náměstí (zbourána 1791), stejně tak i kostel Panny Marie na Karlově, odkazující na osmibokou katedrálu Panny Marie v Cáchách, kterou založil vzor a idol Karla IV. Karel Veliký.
Pět novoměstských kostelů, založených Karlem IV., tvoří pravidelný kříž. Severo-jižní rameno tvoří spojnice kostelů: kostel sv. Kateřiny a kostel Zvěstování Panny Marie Na slupi, západo-východní rameno kostel Panny Marie na Slovanech a kostel Nanebevzetí Panny Marie a svatého Karla Velikého, ramena se protínají v kostele sv. Apolináře.

## Galerie

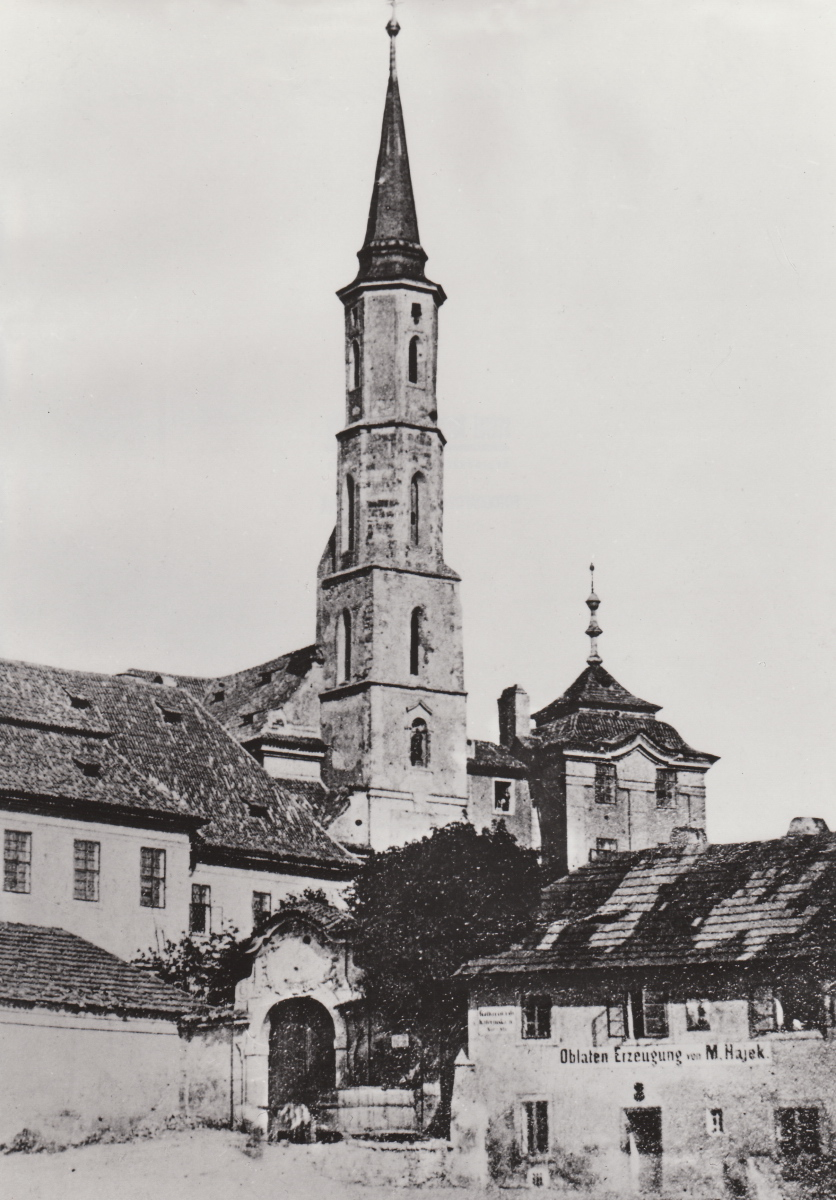
Kostel sv. Kateřiny na anonymní historické fotografii z doby kolem roku 1865
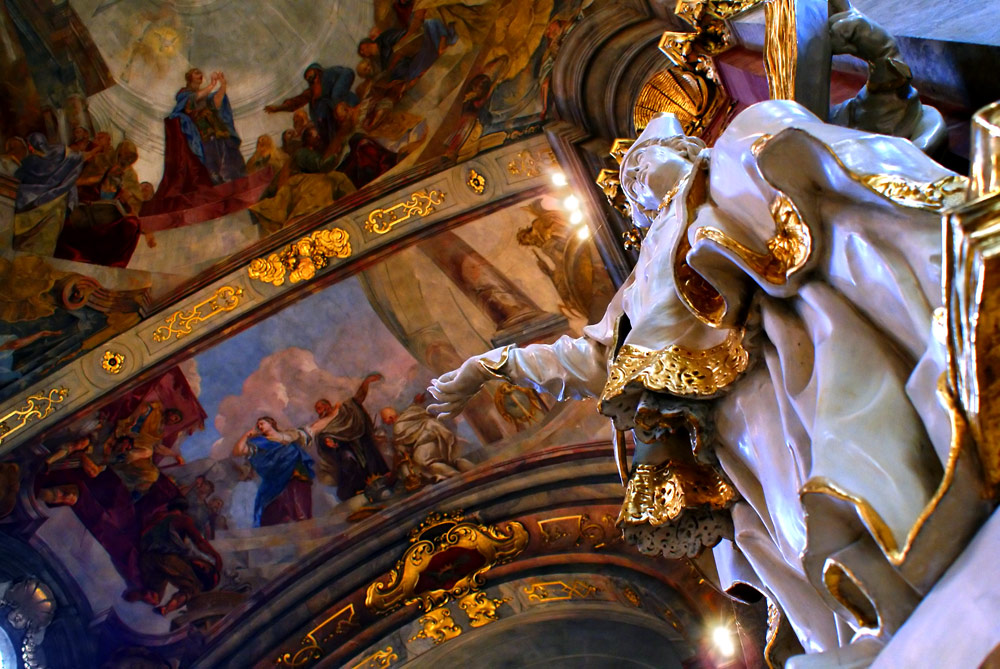
Pohled na klenbu s freskami Václava Vavřince Reinera
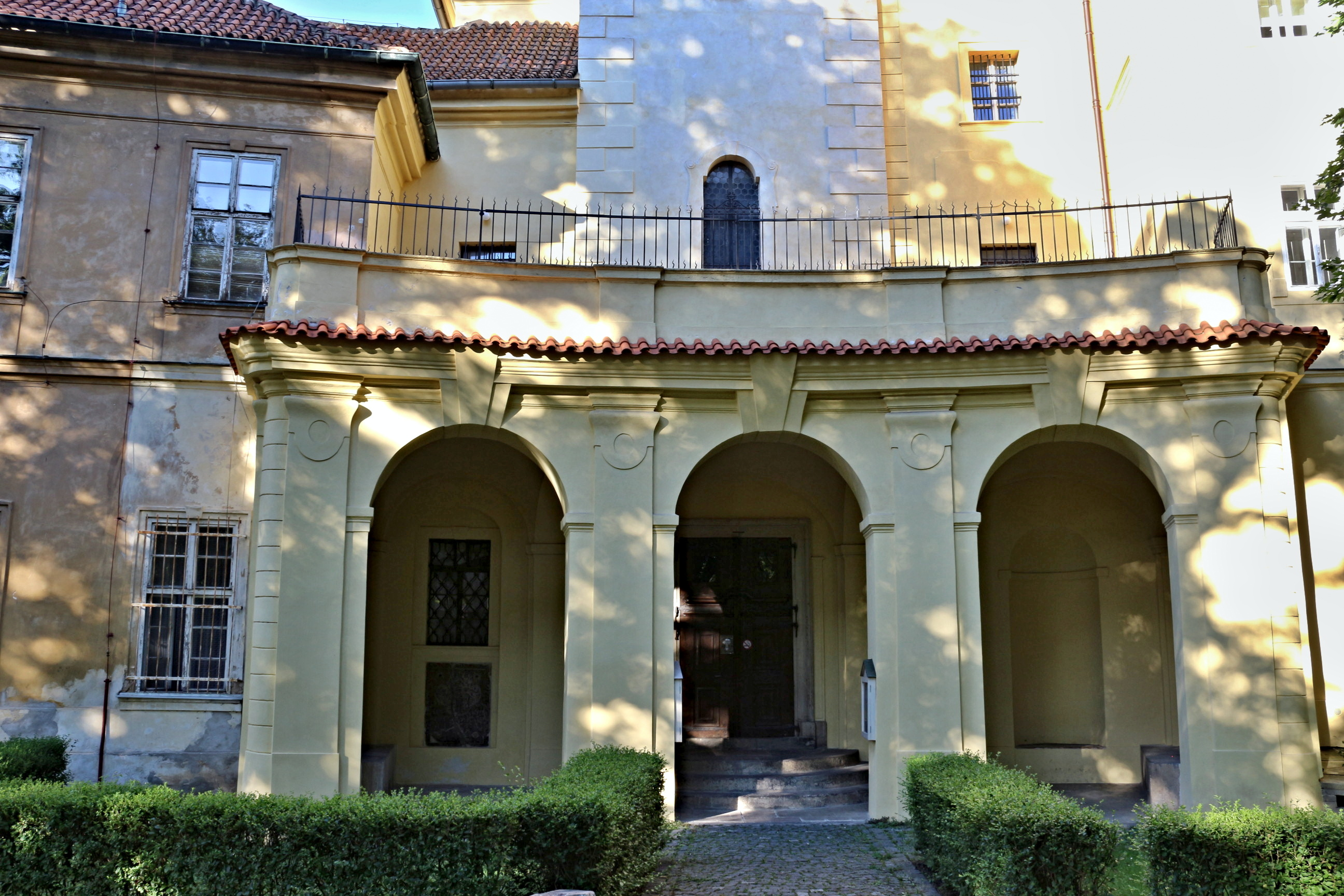
Vstupní část kostela
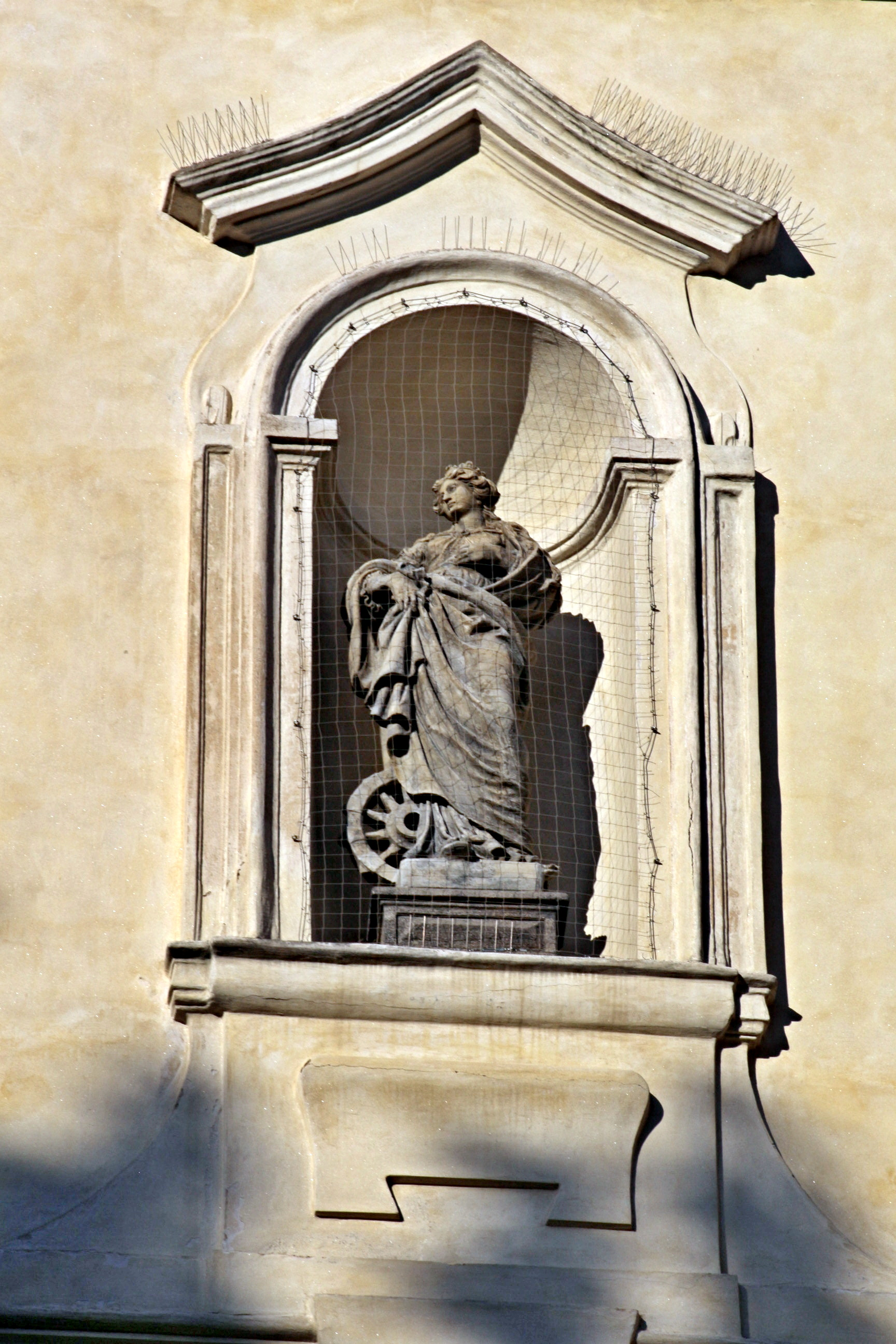
Socha svaté Kateřiny na věži kostela
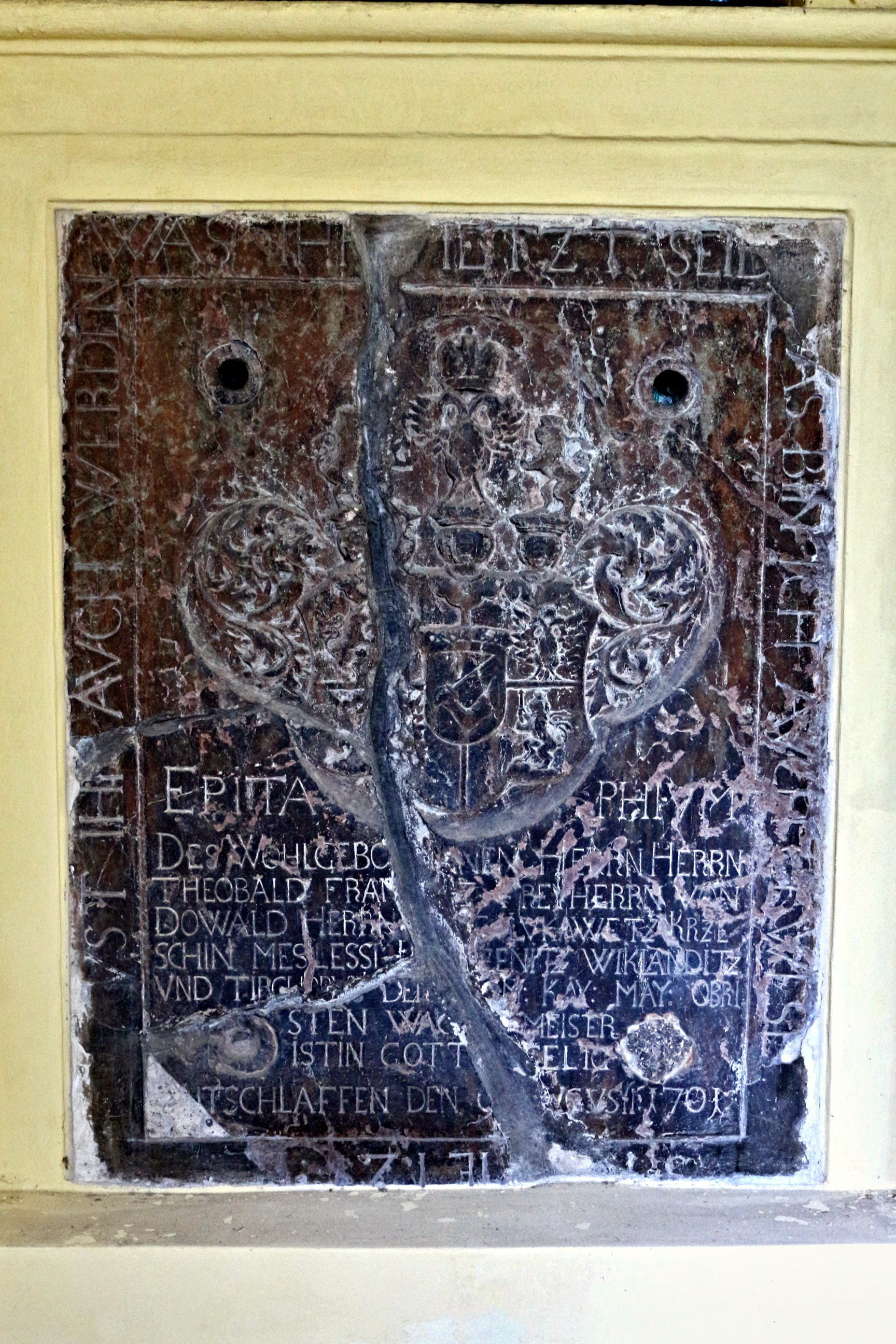
Náhrobníky ve vstupní části kostela
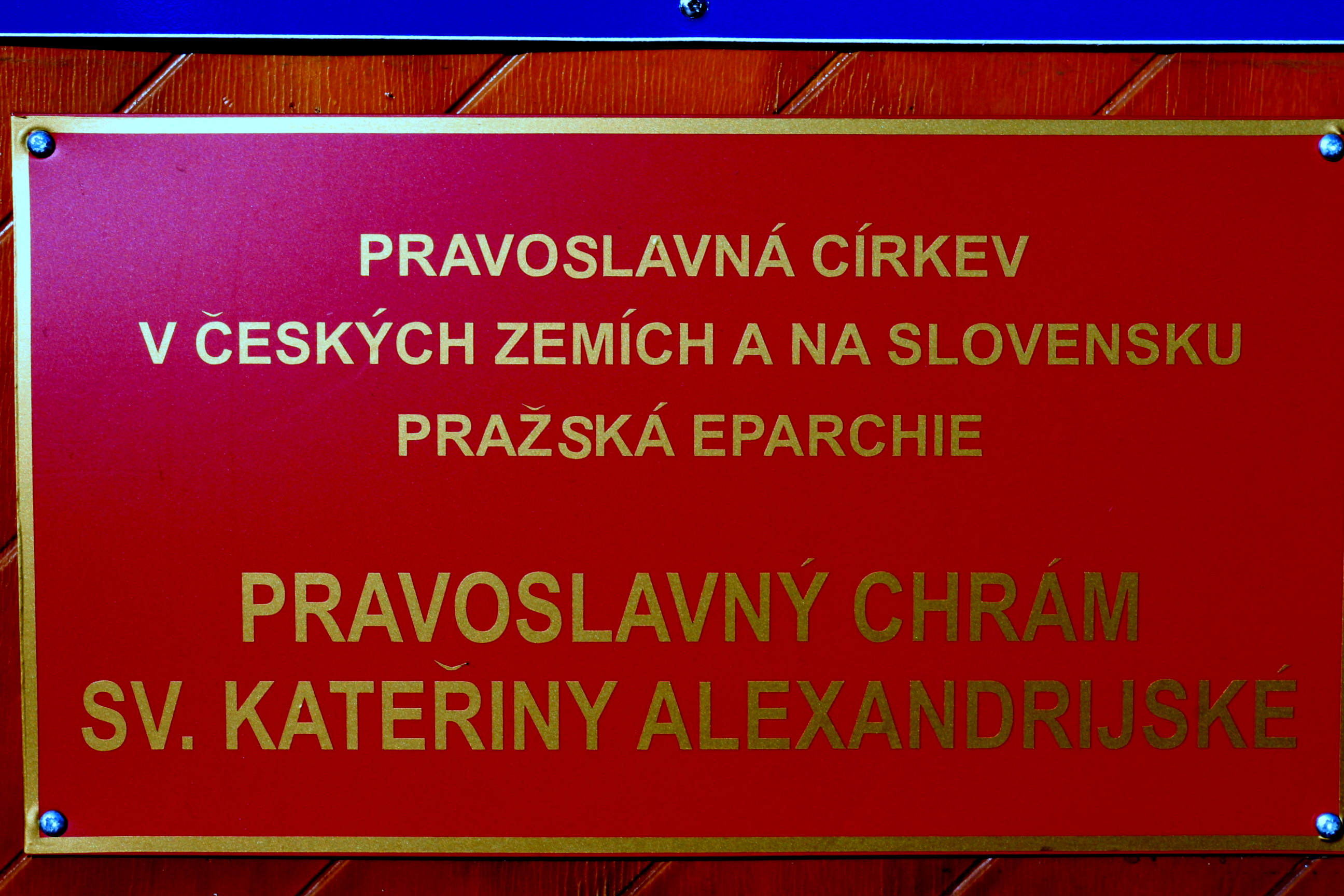
Cedule s nápisem